# 村上好伸
村上 好伸（むらかみ よしのぶ、1939年 - ）は、日本の牧師。
兵庫県神戸市出身。アジア人福音宣教会会長、アジア宣教神学研究院（台湾）名誉理事、福音宣教協力会会長、カリスチャペル創立牧師。キリスト教指導者名誉博士、名誉宣教学博士、名誉神学博士。

## 経歴
- 1939年 - 兵庫県神戸市に生まれる。[3]
- 1955年 - 16歳の春、友人に誘われて初めて教会へ行く。
- 1955年9月26日 - 神戸市須磨の海岸で一人祈っていた時「わたしはだれをつかわそうか。だれがわれわれのために行くだろうか」（イザヤ書6章8節）耳もとで肉声のように聞く。2時間余りの葛藤と祈りの末、神に自分の生涯を献げ、運命を委ねて献身の道を志す[4]。翌日からノルウェー宣教師ソルボール師の家に住み込み、山で祈り、教会に仕え、児童伝道、路傍伝道、献身者としての訓練を受ける。
- 1955年12月 - 毎朝早朝より高取山に登り祈り求めて、聖霊のバプテスマを受ける。その時よりはっきりと、新しい霊の世界に導かれ、献身生活に確信と方向が明確になる[5]。
- 1957年 - 愛知県名古屋市郊外の同盟系神学校に身を置き訓練を受ける。名古屋大須観音前の福音館で伝道、名古屋自由ヶ丘の開拓伝道、高蔵寺、常光時、瀬戸市等での伝道に明け暮れ、テント、公民館、集会所など、どこでも集会を開き、実に楽しい伝道訓練の時で、開拓伝道精神に大きな影響となる。
- 1958年 - 生駒聖書学院入学。入学金も無かったため半年間は授業に入れず、教会や学院のペンキ塗り、コンクリートを練り道路やガレージ作りであったが、クート宣教師の信仰とビジョンから大きな影響を受け、聖書信仰、聖霊の働き、信仰、ビジョン等が育てられた。
- 1961年3月 - 生駒聖書学院卒業。
- 1961年4月 - 大阪市旭区千林商店街の交差する靴店前から路傍で開拓伝道を始める。今市キリスト教会開拓。
- 1963年4月 - 麦生田民子と結婚[6]。
- 1967年 - 京阪中央教会会堂献堂[7]。
- 1970年11月20日 - 宗教法人京阪中央教会設立

- 1977年 - キリスト教指導者博士学位[3]。
- 1985年 - 宣教博士学位[3]。
- 1988年 - 名誉神学博士学位[3]。
- 1992年 - 日本教会成長研修所（JCGI）卒業[3]。
- 1993年 - カリスチャペル献堂

- 1999年 - 世界宣教会議　キリスト生誕2000年フェスタ　実行委員長[8]。
- 2006年 - 日本リバイバル同盟　委員長就任。
- 2007年 - カリスチャペル名張 献堂　/ 研修施設：カリスリフレシューセンター
- 2010年2月 - 日本ペンテコステ教役者大会　実行委員長[9]。
- 2010年5月 - エジンバラ100周年記念世界宣教会議・東京大会、世界宣教東京大会　大会名誉会長[10]。
- 2010年10月 - 関西フランクリン・グラハム・フェスティバル大会　会長[11]。
- 2011年3月 - 東日本震災救援祈祷会。
- 2012年 - 日本リバイバル同盟委員は73歳が定年と定まっているため役員の改選選挙が行われ、以降は長老評議員となる[12]。

- 2017年2月 - 日本ペンテコステ親交会カンファレンス2017 レジェンド・パネル[13]。

- 2017年 - プロテスタント五百年　日本宣教フェスタ　実行委員長[14][15]

- 2017年6月8日 - 日本ペンテコステ協議会研修会。村上愛信牧師と共に講師として参加する。於：日本アッセンブリーズ・オブ・ゴッド教団中央聖書神学校チャペル
- 2020年 - カリスチャペル木津川 献堂
- 2021年3月 - カリスチャペル神路 献堂
- 2021年11月 - 開拓宣教60周年記念例礼拝
- 2022年 - すでに捕らえたなどと考えてはいけない…著書：「遺書」プレイズ出版　[16]

## 著書
- 「ハート&ソウル 心の傷が引き起こす現代の病」プレイズ出版 ISBN 978-4-938764-82-1
- 「遺書」プレイズ出版 ISBN 978-4-904656-60-0

## 共著
- 「光のある間に」プレイズ出版 ISBN 978-4-93876429-6